# Isodectes
Isodectes is een geslacht van uitgestorven dvinosauride temnospondyle Batrachomorpha (basale 'amfibieën') binnen de familie Eobrachyopidae. Het geslacht Saurerpeton, benoemd in 1909, wordt beschouwd als een jonger synoniem van Isodectes.
Het geslacht werd in 1896 benoemd door Edward Drinker Cope. De naam betekent 'gelijke bijter'. De typesoort is Dendrerpton obtusum Cope 1868. De soortaanduiding betekent 'de stompe'. Het holotype is AMNH 6928, een gedeeltelijk skelet.
Een groot aantal taxa bleek jongere synoniemen te zijn: Colosteus foveatus Cope 1869, Sauropleura foveata Cope 1869, Tuditanus tabulatus Cope 1877, Isodectes megalops Cope 1883, Pariotichus megalops Cope 1883, Trimerorhachis conangulus Cope 1896, Saurerpeton latithorax Cope 1897, Sauropleura latithorax Cope 1897, Tuditanus minimus Moodie 1909, Tuditanus sculptilis Moodie 1909, Tuditanus walcotti Moodie 1909, Acheloma casei Broili 1913, Eobrachyops casei Broili 1913 en Eobrachyops townendae Watson 1956.

## Beschrijving
Dit in bouw op de salamanders gelijkend dier had een langwerpig lichaam en korte maar goed verbeende poten. Er waren ongeveer dertig presacrale wervels, zeker meer dan de meeste basale tetrapoden en andere amfibieën. De schedel, van bovenaf gezien bijna driehoekig van vorm, was breed en voorzien van een korte snuit. Net als de verwante Acroplous, bezat Isodectes dunne tabulaire hoorns, een parasphenoïde met een gevleugelde basale plaat, rechthoekige dermale platen langs de mediale rand van de onderkaak en een darmbeen met een langwerpige dorsale kam.

## Classificatie
Het geslacht Isodectes werd opgericht in 1896 door Edward Drinker Cope om plaats te bieden aan de soort Isodectes obtusus, die eerder door Cope zelf werd beschreven en door de jaren heen op verschillende manieren werd toegeschreven aan de geslachten Dendrerpeton, Saurerpeton en Tuditanus. Talloze fossielen die aan deze soort kunnen worden toegeschreven, zijn gevonden in tal van Noord-Amerikaanse afzettingen, zoals die van Linton (Ohio) van het Laat-Carboon, of in de Arroyoformatie van Baylor County (Texas), die teruggaat tot het Vroeg-Perm. Het tijdsbereik van deze soort lijkt, ongelooflijk, ongeveer dertig miljoen jaar te zijn geweest. In ieder geval is het geslacht Isodectes duidelijk zeer succesvol geweest, aangezien het gedurende een lange periode weinig veranderd is. Talloze andere soorten zijn toegeschreven aan Isodectes obtusus die eerder was toegeschreven aan andere geslachten van archaïsche amfibieën en tetrapoden, zoals Acheloma, Colosteus, Sauropleura, Trimerorhachis, Eobrachyops.
Isodectes wordt beschouwd als een vertegenwoordiger van de dvinosauriërs, een groep amfibieën die typisch is voor het Paleozoïcum, van middelgrote tot kleine omvang en semi-aquatische gewoonten. Het lijkt erop dat met name Isodectes een basaal lid was van de clade Dvinosauroidea, bestaande uit de meer gespecialiseerde dvinosauriërs.